# Харкевич Василь Анатолійович
Василь Анатолійович Харкевич — український військовослужбовець, матрос морської піхоти Військово-морських сил Збройних Сил України, учасник російсько-української війни, який відзначився під час відбиття російського вторгнення в Україну. Герой України (2025).

## Життєпис
Народився у с. Малевому Демидівського (нині — Дубенського) району Рівненської області, у багатодітній родині.
Проходив службу у військовому званні матроса у 38-й окремій бригаді морської піхоти 30-го корпусу морської піхоти ЗСУ.
У жовтні 2024 року відбивав російські атаки та захищав українські позиції на Донеччині. Завдяки його діям вдалося зірвати щонайменше 10 ворожих штурмів. У рукопашній сутичці захопив у полон російського окупанта. 16 жовтня внаслідок атаки ворожого дрона дістав поранення, самостійно надав собі допомогу і викликав евакуаційну групу, згодом поранення призвели до ампутації правої ноги вище коліна.
Протягом тривалого часу проходив лікування та реабілітацію.
12 травня 2025 року Президент України Володимир Зеленський вручив матросу Харкевичу орден «Золота Зірка».  

## Нагороди
- звання Герой України з врученням ордена «Золота Зірка» (14 березня 2025) — за особисту мужність і героїзм, виявлені у захисті державного суверенітету та територіальної цілісності України, самовіддане служіння Українському народові[3].